# Серп (настольная игра)
«Серп» (англ. Scythe) — настольная игра для 1—5 игроков, разработанная Джейми Стегмайером и изданная Stonemaier Games в 2016 году. Действие и сюжет игры разворачиваются в альтернативной истории Европы 1920-х годов, игроки контролируют фракции, производящие ресурсы, развивают экономическую инфраструктуру и используют боевых роботов («мехи») в стиле дизельпанк для ведения боя и контроля над территориями. Игроки выполняют до двух действий за ход, используя индивидуальные планшеты игроков, и игра продолжается до тех пор, пока один из игроков не заработает шесть достижений («звёздочек»). На этом этапе игроки получают монеты за выполненные ими достижения и территории, которые они контролируют, а игрок с наибольшим количеством монет объявляется победителем.
Stonemaier Games профинансировала разработку «Серпа» путём краудфандинга, собрав более 1,8 миллиона долларов США в рамках кампании на Kickstarter. Выпуск «Серпа» был встречен похвалой критиков и коммерческим успехом благодаря игровому процессу, сочетанию «еврогейма» и боевой механики, теме и визуальному оформлению игры, созданными польским художником Якобом Розальски под названием World of 1920+. Для игры выпущено три основных дополнения, спин-офф и цифровая версия.

## Геймплей

Геймплей «Серпа»

Действие «Серпа» происходит в альтернативной версии истории Европы 1920-х годов, которая восстанавливается после последствий Первой мировой войны. Игроки представляют разные фракции, ищущие счастья в перестраивающемся ландшафте. Игроки строят экономический движок, каждый ход выбирая одно из четырёх основных действий. Каждое действие указано в верхней части личного планшета игрока, и игроки не могут выполнять одно и то же действие два хода подряд. Они также могут предпринять соответствующее второе действие, указанное на их планшете игрока. Действия позволяют игрокам перемещать юниты на игровом поле, торговать или производить товары, укреплять свои вооружённые силы для боя, развёртывать «мехов», вербовать новобранцев для получения постоянных бонусов или строить сооружения. Сами действия также могут быть модернизированы, что сделает их либо менее затратными в реализации, либо более сильными при выполнении.
Каждому игроку даётся шесть звёзд, которые помещаются на планшеты игроков, когда они достигают определённых целей, таких как развёртывание всех четырёх своих «мехов». Игра немедленно заканчивается, когда один из игроков достиг всех своих целей. Затем игроки подсчитывают деньги, которые они получают за заработанные достижения, контролируемую территорию и собранные ресурсы, в зависимости от достигнутой ими популярности в игре; побеждает игрок, закончивший игру с наибольшим количеством денег.

## Разработка и выпуск
«Серп» был разработан Джейми Стегмайером, генеральным директором Stonemaier Games, и была представлена на Kickstarter 13 октября 2015 года. Спонсоры вложили в кампанию игры более 1,8 миллиона долларов. Физические копии игры были доставлены спонсорам в июле 2016 года; в следующем месяце продажа игры началась в Gen Con и других розничных магазинах.
Около 130 работ по альтернативной истории были проиллюстрированы польским художником Якобом Розальски. Действие игры разворачивается в альтернативной вселенной 1920-х годов, которая была вдохновлена польско-советской войной 1919—1921 годов, а также позже использовалась в видеоигре Iron Harvest. Сюжет сосредоточен на конфликте между несколькими странами в Центральной и Восточной Европе, который произошёл как результат последствий Первой мировой войны. В игре представлены следующие страны — Полания, Русвет, Саксония, Крым и Нордик (на основе 2-й Польской республики, раннего СССР, Германской империи, исторического Крымского ханства и обобщённой Скандинавии соответственно). Веб-сайт видеоигр Polygon также заявил, что визуальное оформление игры также послужило «вдохновением для десятков карт целей и повествования».
Во время тестирования игры Стегмайер попросил игроков количественно оценить игру с максимальной оценкой в десять и описал, что «когда я начинаю видеть, что эти оценки переходят за 8, я знаю, что мы очень близки». «Серп» также включает в себя Automa, режим для одиночной игры, разработанный Мортеном Монрадом Педерсеном, который также внёс свой вклад в другие продукты Stonemaier Games, включая «Крылья» и «Виноделие». Он заявил, что сложность разработки игр для одного игрока заключалась в том, чтобы «Автомы» напоминали игроков-людей, но при этом были оптимизированы, что требовало «очищения от ненужных механик» для сокращения времени простоя.

### Дополнения
«Серп» получил три основных дополнения и несколько рекламных материалов. Первое дополнение, «Серп: Захватчики из далёких земель» (англ. Scythe: Invaders from Afar), было выпущено в 2016 году. Оно добавило в игру новые планшеты для игроков и две новые фракции, увеличив количество игроков с пяти до семи. Новыми фракциями стали Альбион и Тогава (на основе Великобритании и Японии соответственно). Второе расширение, «Серп: Небесный гамбит» (англ. Scythe: The Wind Gambit), было выпущено в 2017 году и включает дирижабли и добавляет в базовую игру различные условия конечной игры. «Небесный гамбит» был встречен похвалой за новые условия победы и компоненты, но дирижабли подверглись критике за то, что они обеспечивали лишь ограниченную привлекательность по ходу игры. В 2017 году «Небесный гамбит» получил награду Golden Geek Award за лучшее дополнение к настольной игре.
«Серп: Восхождение Фенриса» (англ. Scythe: The Rise of Fenris) было опубликовано в 2018 году как третье расширение «Серпа». В нём представлено 11 модулей, включая кампанию из восьми эпизодов, две новые фракции (Фенрис и Весна), кооперативный режим и многопользовательский вариант «Автомы». «Восхождение Фенриса» получило положительные отзывы и получило награду Golden Geek Award в 2018 году за лучшее дополнение к настольной игре. Чарли Холл похвалил сюжетную линию, визуальное оформление и улучшения реиграбельности, обеспечиваемые расширением, в то время как Трэвис Уильямс описал каждый модуль как «умопомрачительный», а кампанию как «яркую, захватывающую, запоминающуюся и, самое главное, чрезвычайно весёлую».
Помимо традиционных дополнений, Stonemaier Games выпустила несколько рекламных материалов для «Серпа». «Серп: Приключения» (англ. Scythe Encounters), опубликованная в декабре 2018 года, включала набор из 32 рекламных карточек встреч, созданных в основном на основе материалов фанатов. «Серп: Модульное поле» (англ. Scythe Modular Board), которое изменяет игровую карту, было выпущено в июле 2019 года. В конце 2020 года были выпущены полные правила игры. Они были составлены Мэттом Гриппом и Бриттани Грипп и объединяли своды правил для основной игры и дополнений.

### Альтернативные версии
В 2017 году Stonemaier Games выпустила отдельный спин-офф «Серп». Игра под названием «Мой маленький серп» (англ. My Little Scythe), которая изначально была фанатским проектом, впоследствии превратившаяся в игру для самостоятельного распечатывания, была основана на принте и дизайне, разработанными Хоби и Веной Чоу, которая получила награду Golden Geek Award в 2017 году за лучшую игру в категории «Распечатай и играй». Игра была вдохновлена «Серпом» и имела аналогичные механизмы, но была изменена тематика и упрощена для более непринуждённого семейного времяпрепровождения. Изначально дизайнер хотел включить игру во франшизу My Little Pony, но из-за проблем с лицензией настольная игра не имеет прямого отношения к этой франшизе. Расширение, добавляющее две новые фракции и дирижабли, под названием «Мой маленький серп: Пирог в небе» (англ. My Little Scythe: Pie in the Sky), было выпущено в июне 2020 года.
Iron Harvest, стратегическая игра в реальном времени, вдохновлённая сеттингом «Серпа» 1920-х годов, также была выпущена в сентябре 2020 года и получила положительные отзывы за оформление и тематический сеттинг.
В обзоре для Techraptor Трэвис Уильямс похвалил «Мой маленький серп» за доступность игры, вовлечённость, механику, время игры и компоненты. Это мнение поддержал ресурс Polygon, который также высоко оценил доступность и механику игры. Михал Шевчик из Rebel Times пришёл к выводу, что игра представляет собой хорошо выполненную, хотя и упрощённую версию «Серпа», соединяющую мир серьёзных настольных игр и семейных игр.

## Отзывы
| Иноязычные издания | Иноязычные издания |
| Издание            | Оценка             |
| ------------------ | ------------------ |
| Destructoid        | 7/10               |
| CD-Action          | 6,5/10             |

«Серп» после релиза получил признание критиков настольных игр, которые высоко оценили его механизм, игровой процесс и оформление. Несколько обозревателей, в том числе Уильям Херкевиц из «Популярной механики», Аарон Циммерман из Ars Technica, Томаш Соколук из Rebel Times и Питер Дженкинсон из The Daily Telegraph, назвали его одной из лучших игр 2016 года. Рецензент Аарон Циммерман описал его как «глубокую, загадочную, интерактивную настольную игру в европейском стиле». Циммерман также похвалил взаимодополняющий характер простой структуры хода и «много сложных взаимосвязанных частей» механики построения движка. Это мнение поддержал Мэтт Джарвис из Tabletop Gaming, который похвалил игру за баланс глубины и доступности, «умно спроектированные» планшеты игроков и механизм столкновения, которые, по его мнению, «завершают внутриигровую вселенную „Серпа“ и предлагают более человеческое преимущество на микроуровне». Через несколько лет после выпуска «Серп» появился в списке лучших настольных игр веб-сайта The Wirecutter. Рецензенты высоко оценили «огромную стратегическую глубину» игры и «красивую эстетику построения мира, сочетающую стимпанк и пасторальную идиллию».
Рецензенты особо отметили использование «Серпом» управления ресурсами в стиле «еврогейма» и боевой механики, которую можно найти в настольных играх в американском стиле. Циммерман сравнил простоту боя с системами в «Кемете» и «Дюне», назвав его «напряжённым упражнением», но также отметил относительную редкость боя в игровом мире. Джарвис похвалил «быструю и очень стратегическую» боевую систему, но обнаружил, что производство ресурсов сыграло важную роль в победе. Люк Планкетт из Kotaku также заметил, что управление ресурсами и строительство более важны для успеха в игре, чем бой. Художественные работы Розальского также получили высокую оценку рецензентов; Чарли Холл из Polygon признал использование в игре иллюстраций в качестве тематического ядра для карт целей и столкновений и заявил, что каждая карта «является сокровищем». Редактор PC Gamer Джонатан Болдинг также высоко оценил качество графики, отметив, что «на картах есть увлекательные сцены аграрной жизни, которые соседствуют с дымящими дизельпанковскими „мехами“ и боевыми машинами». В обзоре для Dicebreaker Алекс Михан похвалил визуальную составляющую игры, отображающее как обстановку войны, так и её «последствия для простых людей». Она пришла к выводу, что это «огромный интерес для игроков, которые ищут игру с захватывающим сеттингом». Соколук также заявил, что наиболее отличительным элементом игры является художественный стиль Розальского, который помог создать шумиху вокруг игры ещё до её релиза. Циммерман также похвалил игру, написав, что игра «связана воедино потрясающей графикой».
Искусственный противник для одиночной игры, «Автома», также был хорошо принят. Планкетт похвалил функциональность «Автомы» как «отличный способ изучить основы, прежде чем собрать команду», но отметил, что между однопользовательским и многопользовательским режимами игры существуют серьёзные различия. Трэвис Уильямс из TechRaptor согласился с этим, заявив, что Automa была «хорошо спроектирована», и высоко оценил её пригодность в качестве неигровой фракции в многопользовательских играх.
«Серп» получил четыре награды Golden Geek Awards от BoardGameGeek в 2016 году в номинациях «Настольная игра года», «Искусство и презентация», «Стратегическая игра» и «Одиночная игра», а также занял второе место в номинации «Самая инновационная». Игра также была хорошо принята коммерчески: по состоянию на апрель 2021 года Stonemaier Games продала более 382 000 копий. У «Серпа» были самые высокие продажи среди всех игр Stonemaier до 2021 года, когда его превзошли «Крылья».

## Компьютерная игра
В 2018 году The Knights of Unity выпустила видеоигру Scythe: Digital Edition, являющеюся цифровой адаптацией «Серпа». Игра была выпущена 5 сентября 2018 года в Steam для PC, включая Mac и Windows. Впоследствии в 2020 году была выпущена мобильная версия, доступная для загрузки на iOS и Android.
Scythe: Digital Edition получила в основном положительные отзывы после релиза в Steam. Кэлвин Вонг Цзе Лун из PC Gamer похвалил «отличное руководство», механизмы, визуальные эффекты и саундтрек; сделав вывод, что это было «вызывающе, умно и полезно». Кейт Лоу из Ars Technica также похвалил визуальные эффекты и взаимодействия адаптации, но раскритиковал цену в 20 долларов и сложность обучения. В смешанном обзоре CD-Action отметило сходство игры с оригинальной настольной игрой, заявив, что «её самое большое достоинство в глазах пуристов, возможно, также является её самым большим недостатком — Scythe: Digital Edition не предлагает ничего такого, чего не было бы в оригинальной настольной игре».